# Macun
Macun je priimek več znanih Slovencev:
- Ivan Macun (1821—1883), literarni zgodovinar, jezikoslovec in publicist